# René N'Djeya
René N'Djeya, né le 9 octobre 1953 à Douala, est un footballeur international camerounais ayant participé à la campagne du Mondial 82 en Espagne. Il était défenseur (stoppeur).

## Clubs
- Union Douala ( Cameroun)
- Rail FC Douala ( Cameroun)

## Buts mémorables
Lors de la CAN 1984, Ndjeya marque le but égalisateur sur coup franc pleine lucarne de 30 mètres contre la Nigeria.

## Palmarès
- Coupe du monde :
  - Phase finale : 1982

- Coupe d'Afrique des Nations (2) :
  - Vainqueur : 1984
  - Phase finale : 1982

- Coupe d'Afrique des clubs champions (1) :
  - Vainqueur : 1979 - Union Douala

- Coupe d'Afrique des vainqueurs de coupes (1) :
  - Vainqueur : 1981 - Union Douala
- Supercoupe d'Afrique :
  - Finaliste : 1982 - Union Douala

- Championnat du Cameroun (2) :
  - 1976 et 1978 - Union Douala

- Coupe du Cameroun :
  - Vainqueur : 1980 - Union Douala
  - Finaliste : 1978, 1981, 1983  - Union Douala